# École de management de Normandie
École de management de Normandie – europejska szkoła biznesowa posiadająca pięć kampusów: w Hawr, Dublinie, Oksfordzie, Paryżu i Caen. Założona w 1871. We Francji posiada status grande école.
W 2019 roku EM Normandie uplasowała się na 81. miejscu pośród wszystkich szkół biznesowych w Europie.
Programy studiów realizowane przez EM Normandie posiadają podwójnie akredytację przyznaną przez EQUIS oraz AACSB. Wśród absolwentów tej uczelni znajdują się między innymi: Grzegorz Mazurek (polski teoretyk zarządzania) i Orelsan (francuski muzyk hip-hopowy i raper).